# Sharknado: The 4th Awakens
Sharknado: The 4th Awakens är en amerikansk komisk monster-katastroffilm från 2016 i regi av Anthony C. Ferrante.
Filmen är den fjärde av sex filmer i Sharknado-serien.

## Handling
Fin Shepard tar med familjen till Las Vegas för att fira fem sharknado-fria år. Då attackerar hajarna igen från alla håll.

## Rollista i urval
- Ian Ziering - Fin Shepard
- Tara Reid - April Wexler
- Tommy Davidson - Aston Reynolds
- Masiela Lusha - "Gemini"
- Ryan Whitney - Claudia Shepard
- Cody Linley - Matt Shepard
- Imani Hakim - Gabrielle Shepard
- Cheryl Tiegs - Raye Shepard
- Gary Busey - Wilford Wexler
- David Hasselhoff - överste Gilbert Shepard
- David Faustino - Bud
- Gilbert Gottfried - Ron McDonald
- Steve Guttenberg - Colton
- Brandi Glanville - tekniker Whitley
- Alexandra Paul - Stephanie Holden
- Carrot Top - chaufför
- Natalie Morales - sig själv
- Vince Neil - sig själv
- Wayne Newton - sig själv
- Al Roker - sig själv
- Paul Shaffer - sig själv
- Adrian Zmed - sig själv